# Gor Minassian
Gor Minassian (em armênio: Գոռ Մինասյան, Minasyan na transcrição em inglês; 25 de outubro de 1994, Guiumri) é um halterofilista de origem armênia, que mudou de nacionalidade e passou competir pelo Barém em julho de 2022.

## Carreira
Em 2010, nos Jogos Olímpicos da Juventude, em Cingapura, conquistou a medalha de prata na categoria de peso acima de 85 kg.
Em 10 de maio de 2013, ele foi desqualificado por dois anos após seu teste de doping ter dado positivo para nandrolona.
Regressou as competições no final de 2015, ficando com o bronze no Mundial de Houston. Em 2016, nos Jogos Olímpicos do Rio de Janeiro, ficou em segundo lugar, atrás apenas do georgiano Lasha Talakhadze.
Em 2018, no Mundial de Asgabate, competindo na categoria de peso acima de 109 kg, conquistou a medalha de prata, com um total de 450 kg.
Em 2019, no Mundial de Pattaya, ele voltou a ser medalhista de prata com um total de 460 kg. No arranque ficou em segundo lugar (212 kg), e no arremesso também conquistou a medalha de prata (248 kg).
Em abril de 2021, no Campeonato Europeu de Moscou, conquistou a prata com um resultado de 464 kg. Ele também conquistou as medalhas de prata no arranque e no arremesso. Em dezembro do mesmo ano, no Mundial de Tasquente, conquistou a medalha de bronze, perdendo não só para o georgiano Talakhadze, mas também para seu compatriota Varazdat Lalaian.
Em junho de 2022, no Campeonato Europeu de Tirana, ele ficou novamente em terceiro, depois de Talakhadze e Lalaian. Em julho do mesmo ano, anunciou-se que, tendo recebido uma oferta para mudar de cidadania desportiva, passou a competir pelo Barém. Em outubro, estreou-se sob a bandeira deste país no Campeonato Asiático e venceu com recordes asiáticos no arranque (210 kg) e no total combinado (452 kg). Em dezembro, conquistou a medalha de prata no Mundial de Bogotá, vencendo Varazdat Lalaian por 1 kg em uma luta acirrada.
Em maio de 2023, tornou-se novamente campeão asiático e aumentou os recordes da Ásia no arranque (217 kg) e no total combinado (464 kg). Em setembro do mesmo ano, com um resultado de 459 kg no total, conquistou a medalha de bronze no Mundial de Riade. Ainda participou dos Jogos Asiáticos em outubro, ganhando ouro.
Em fevereiro de 2024, no Campeonato Asiático em Tasquente, Minassian pode ficar com a prata no total com 443 kg (207+236), mas foi superado pelo sírio Man Asaad, que levantou 252 kg na sua última tentativa no arremesso e finalizou com 444 kg no total.
Em agosto de 2024, Minassian ganhou a medalha de bronze na categoria acima 102 kg nos Jogos Olímpicos de Paris, com um total de 461 kg (216+245).
Em dezembro de 2024, no Campeonato Mundial em Manama, ele terminou em 4º lugar com 455 kg, tendo ganhado uma medalha de prata no arranque, com 210 kg.

## Principais resultados
| Representante da Armênia           |                                         |           |                   |                   |                   |        |
| Ano                                | Lugar                                   | Categoria | Marca (kg) / pos. | Marca (kg) / pos. | Marca (kg) / pos. | Ref.   |
| Ano                                | Lugar                                   | Categoria | Arranque          | Arremesso         | Total             | Ref.   |
| Jogos Olímpicos                    |                                         |           |                   |                   |                   |        |
| 2016                               | Rio de Janeiro, Brasil                  | +105 kg   | 210 / 3           | 241 / 5           | 451 /             | [ 14 ] |
| Campeonato Mundial                 |                                         |           |                   |                   |                   |        |
| 2015                               | Houston, Estados Unidos                 | +105 kg   | 203 /             | 234 / 8           | 437 /             |        |
| 2018                               | Asgabate, Turquemenistão                | +109 kg   | 205 /             | 245 /             | 450 /             |        |
| 2019                               | Pattaya, Tailândia                      | +109 kg   | 212 /             | 248 /             | 460 /             |        |
| 2021                               | Tasquente, Uzbequistão                  | +109 kg   | 205 / 4           | 243 /             | 448 /             |        |
| 2022                               | Bogotá, Colômbia                        | +109 kg   | 212 /             | 250 /             | 462 /             |        |
| Campeonato Europeu                 |                                         |           |                   |                   |                   |        |
| 2013                               | Tirana, Albânia                         | +105 kg   | 185 / 7           | 215 / 8           | 400 / 7           |        |
| 2016                               | Førde, Noruega                          | +105 kg   | 205 /             | 237 / 4           | 442 /             |        |
| 2017                               | Split, Croácia                          | +105 kg   | 211 /             | 235 / 5           | 446 /             |        |
| 2019                               | Batumi, Geórgia                         | +109 kg   | 200 /             | 222 / 7           | 422 / 5           |        |
| 2021                               | Moscou, Rússia                          | +109 kg   | 216 /             | 248 /             | 464 /             |        |
| 2022                               | Tirana, Albânia                         | +109 kg   | 210 /             | 236 / 4           | 446 /             |        |
| Campeonato Mundial Júnior          |                                         |           |                   |                   |                   |        |
| 2011                               | Penão, Malásia                          | +105 kg   | 178 /             | 200 / 5           | 384 / 4           |        |
| 2012                               | Antigua, Guatemala                      | +105 kg   | 190               | 227 /             | 417 /             |        |
| 2013                               | Lima, Peru                              | +105 kg   | 183 / DSQ         | 220 / DSQ         | 403 / DSQ         |        |
| Campeonato Europeu Júnior & sub-23 |                                         |           |                   |                   |                   |        |
| 2011                               | Bucareste, Romênia                      | +105 kg   | 179 /             | 216 /             | 395 /             |        |
| 2012                               | Eilat, Israel                           | +105 kg   | 191 /             | 220 /             | 411 /             |        |
| 2017                               | Durrës, Albânia                         | +105 kg   | 200 /             | 220 /             | 420 /             |        |
| Jogos Olímpicos da Juventude       |                                         |           |                   |                   |                   |        |
| 2010                               | Singapura                               | +85 kg    | 160 / 1           | 190 / 2           | 350 /             |        |
| Campeonato Mundial Juvenil         |                                         |           |                   |                   |                   |        |
| 2011                               | Lima, Peru                              | +94 kg    | 174 /             | 205 /             | 379 /             |        |
| Campeonato Europeu Juvenil         |                                         |           |                   |                   |                   |        |
| 2010                               | Valência, Espanha                       | +94 kg    | 155 /             | 185 /             | 340 /             |        |
| 2011                               | Ciechanów, Polônia                      | +94 kg    | 181 /             | 209 /             | 390 /             |        |
| Universíada                        |                                         |           |                   |                   |                   |        |
| 2017                               | Taipei, Taiwan                          | +105 kg   | 200 / 1           | 230 / 5           | 430 /             |        |
| Outras                             |                                         |           |                   |                   |                   |        |
| 2015                               | Grózni, Rússia 5th Presidents Cup       | +105 kg   | 195 /             | 230 / 4           | 425 /             |        |
| 2019                               | Doha, Catar 6th International Qatar Cup | +109 kg   | 198 /             | 226 /             | 424 /             |        |
| Representante do Barém             |                                         |           |                   |                   |                   |        |
| Jogos Olímpicos                    |                                         |           |                   |                   |                   |        |
| 2024                               | Paris, França                           | +102 kg   | 216 / 1           | 245 / 3           | 461 /             |        |
| Campeonato Mundial                 |                                         |           |                   |                   |                   |        |
| 2023                               | Riade, Arábia Saudita                   | +109 kg   | 213 /             | 246 / 5           | 459 /             |        |
| 2024                               | Manama, Barém                           | +109 kg   | 210 /             | 245 / 5           | 455 / 4           | [ 10 ] |
| Jogos Asiáticos                    |                                         |           |                   |                   |                   |        |
| 2023                               | Hangzhou, China                         | +109 kg   | 212 / 1           | 245 / 1           | 457 /             | [ 7 ]  |
| Campeonato Asiático                |                                         |           |                   |                   |                   |        |
| 2022                               | Manama, Barém                           | +109 kg   | 210 /             | 242 /             | 452 /             | [ 6 ]  |
| 2023                               | Jinju, Coreia do Sul                    | +109 kg   | 217 /             | 247 /             | 464 /             |        |
| 2024                               | Tasquente, Uzbequistão                  | +109 kg   | 207 /             | 236 /             | 443 /             |        |
| Outras                             |                                         |           |                   |                   |                   |        |
| 2023                               | Doha, Catar IWF Grand Prix II           | +109 kg   | Não começou       | Não começou       | ---               |        |
| 2024                               | Phuket, Tailândia IWF World Cup         | +109 kg   | Não começou       | Não começou       | ---               |        |

1. ↑  Edição de 2022 realizada em 2023

DSQ = Desclassificado (Disqualified)